# Pirata piraticus
Espèce
Synonymes
- Araneus piraticus Clerck, 1757
- Lycosa argenteomarginata Lucas, 1846
- Pirata prodigiosa Keyserling, 1877
- Lycosa febriculosa Becker, 1881
- Pirata piraticus utahensis Chamberlin, 1908
- Pirata sylvestris Emerton, 1909

Pirata piraticus, la Pirate commune, est une espèce d'araignées aranéomorphes de la famille des Lycosidae. Elle est inféodés aux zones humides et marécageuses. C'est une espèce commune que l'on retrouve en Europe et Afrique du Nord.

## Distribution
Cette espèce se rencontre en écozone holarctique.

## Description

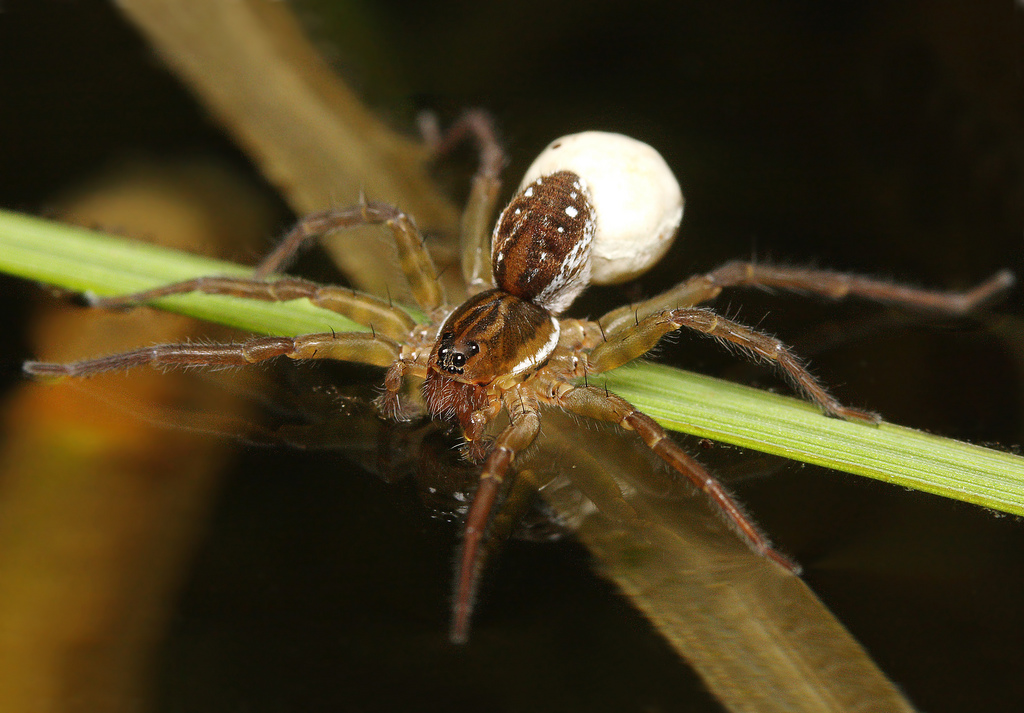
Pirata piraticus, femelle avec son cocon.

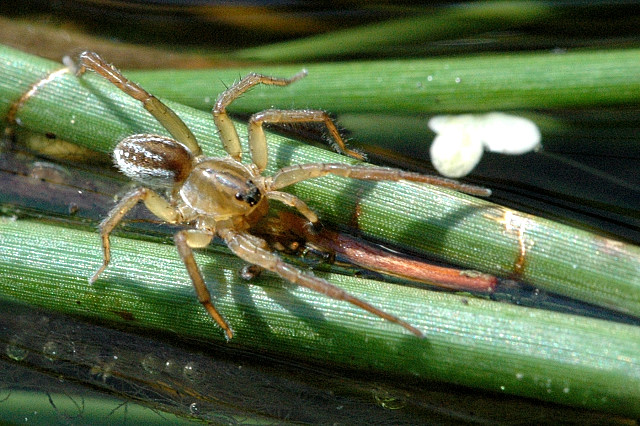
Pirata piraticus ♂

Les mâles mesurent de 4 à 8,2 mm et les femelles de 4,5 à 9 mm.
Le céphalothorax possède une coloration brunâtre, avec à l'avant, trois bandes claires médianes se rejoignant à la jonction thoracique.Des bandes blanches sont également visible dorsalement sur l'abdomen avec entre-elles, des lignes de taches blanches. On compte en France Métropolitaine, sept espèces de Pirates, presque toutes sont identifiables à la coloration du céphalothorax excepté Pirata piraticus et P. tenuitarsis qui se distingue par l'examen des genitalia.

## Habitat
Cette espèce se retrouve dans un large éventail de milieux humides et marécageux: bords d'étangs et de cours d'eau, marais et tourbières. Elle est active à la surface de l'eau et de la végétation par temps ensoleillé et se cache par temps frais. Elle peut se déplacer sur l'eau et y chasser, elle y plonge seulement en cas de danger.

## Reproduction
Les mâles sont présents dès le mois d'avril jusqu'en juillet et les femelles de mai à septembre. Les femelles pondent en général deux cocons dont un premier avant l'été. Ces derniers renferment en moyenne 45 œufs mais ce nombre reste très variable. Le second cocon contient en général moins d'œufs. La femelle porte son cocon accroché à l'arrière de l'abdomen, sur les filières. Celui-ci est porté environ deux semaines. Après éclosion, les jeunes sont portés sur le dos de l'abdomen de la mère pendant quelques jours jusqu'à leur dispersion. Les juvéniles issus du second cocon et donc nés à la fin de l'été hivernent une première fois en tant que juvéniles (pas encore différenciés sexuellement) et une seconde fois en tant que subadultes avant d'atteindre le stade adulte au printemps. Ils passent donc un second hiver en tant que subadultes.
Tous les jeunes passent alors l'hiver cachés dans la végétation aquatique : sous les sphaignes, les joncs…

## Alimentation
Les Pirates communes chassent une grande variété de proies aériennes : des insectes, mais aussi d'autres araignées. Elles se déplacent aisément sur l'eau pour chasser. L'espèce chasse à vue.

## Systématique et taxinomie
Cette espèce a été décrite sous le protonyme Araneus piraticus par Clerck en 1757. Elle est placée dans le genre Lycosa par Walckenaer en 1805 puis dans le genre Pirata par Sundevall en 1833.
Pirata piraticus est l'espèce type du genre Pirata.
Pirata piraticus utahensis a été placée en synonymie par Wallace et Exline en 1978.

## Publication originale
- Clerck, 1757 : Svenska spindlar, uti sina hufvud-slågter indelte samt under några och sextio särskildte arter beskrefne och med illuminerade figurer uplyste. Stockholmiae, p. 1-154. (texte intégral)